# Lockdown (Lost)
Lockdown este un episod al serialului de televiziune Lost, sezonul 2.